# Seznam výrobců oceli
Toto je seznam největších výrobců oceli na světě sestavený dle celkové produkce. Údaje jsou čerpány z oficiálních web stránek asociace světových výrobců oceli (World Steel Association).

## Žebříček Top 10 (2008)
- 1. 103,3 mmt; ArcelorMittal
- 2. 37,5 mmt; Nippon Steel
- 3. 35,4 mmt; Baosteel Group
- 4. 34,7 mmt; POSCO
- 5. 33,3 mmt; Hebei Steel Group
- 6. 33,0 mmt; JFE
- 7. 27,7 mmt; Wuhan Steel Group
- 8. 24,4 mmt; Tata Steel
- 9. 23,3 mmt; Jiangsu Shagang Group
- 10. 23,2mmt; U.S. Steel

Použité zkratky
- mmt – milion metrických tun